# استان کندوگو
استان کندوگو (به لاتین: Kénédougou Province) یک منطقهٔ مسکونی در بورکینافاسو است که در منطقه هوت-باسین واقع شده‌است. استان کندوگو ۸٬۱۳۹ کیلومتر مربع مساحت و ۳۹۹٬۸۳۶ نفر جمعیت دارد.